# Mestaruussarja 1969
La Mestaruussarja 1969 fu la sessantesima edizione della massima serie del campionato finlandese di calcio, la trentanovesima come Mestaruussarja. Il campionato, con il formato a girone unico e composto da dodici squadre, venne vinto dal KPV.

## Squadre partecipanti
| Club         | Città       | Stagione 1968                                |
| ------------ | ----------- | -------------------------------------------- |
| Haka         | Valkeakoski | 7º posto in Mestaruussarja                   |
| HJK          | Helsinki    | 3º posto in Mestaruussarja                   |
| Ilves-Kissat | Tampere     | 2º posto nel girone finale di Suomensarja    |
| KPV          | Kokkola     | 5º posto in Mestaruussarja                   |
| KTP          | Kotka       | 9º posto in Mestaruussarja                   |
| Kuopion Elo  | Kuopio      | 1º posto nel girone finale di Suomensarja    |
| KuPS         | Kuopio      | 4º posto in Mestaruussarja                   |
| Lahti-69     | Lahti       | 6º posto in Mestaruussarja (come Upon Pallo) |
| MP           | Mikkeli     | 8º posto in Mestaruussarja                   |
| Porin Ässät  | Pori        | 10º posto in Mestaruussarja                  |
| Reipas Lahti | Lahti       | 2º posto in Mestaruussarja                   |
| TPS          | Turku       | Campione di Finlandia                        |

## Classifica finale
|  | Pos. | Squadra      | Pt | G  | V  | N | P  | GF | GS | DR  |
|  | ---- | ------------ | -- | -- | -- | - | -- | -- | -- | --- |
|  | 1.   | KPV          | 35 | 22 | 17 | 1 | 4  | 44 | 13 | +31 |
|  | 2.   | KuPS         | 32 | 22 | 13 | 6 | 3  | 47 | 24 | +23 |
|  | 3.   | HJK          | 27 | 22 | 11 | 5 | 6  | 50 | 32 | +18 |
|  | 4.   | Reipas Lahti | 26 | 22 | 10 | 6 | 6  | 40 | 24 | +16 |
|  | 5.   | MP           | 26 | 22 | 10 | 6 | 6  | 43 | 33 | +10 |
|  | 6.   | Ilves-Kissat | 25 | 22 | 10 | 5 | 7  | 52 | 30 | +22 |
|  | 7.   | Haka         | 23 | 22 | 10 | 3 | 9  | 40 | 25 | +15 |
|  | 8.   | TPS          | 22 | 22 | 9  | 4 | 9  | 44 | 40 | +4  |
|  | 9.   | Kuopion Elo  | 21 | 22 | 7  | 7 | 8  | 35 | 40 | -5  |
|  | 10.  | Lahti-69     | 15 | 22 | 6  | 3 | 13 | 20 | 41 | -21 |
|  | 11.  | KTP          | 6  | 22 | 2  | 2 | 18 | 26 | 66 | -40 |
|  | 12.  | Porin Ässät  | 6  | 22 | 1  | 4 | 17 | 19 | 92 | -73 |

Legenda:
      Campione di Finlandia e ammessa alla Coppa dei Campioni 1970-1971
      Vincitore della Suomen Cup 1969 e qualificato in Coppa delle Coppe 1970-1971
      Ammessa alla Coppa delle Fiere 1970-1971
      Retrocesse in Suomensarja
Note:
Due punti a vittoria, uno a pareggio, zero a sconfitta.